# Скрижаль
Скрижа́ль — доска или табличка с написанным на ней текстом (преимущественно священным, культовым). По библейскому сказанию, 10 заповедей Моисея были записаны на каменных табличках с горы Синай. Под влиянием итальянского Ренессанса почти во всех странах скрижали стали изображаться как страницы раскрытой книги (с дугообразной формой верхней части).
Помимо этого, скрижалями именуют платы, которые нашиваются на мантии архимандритов и епископов.